# مكعبيات
مكعبيات (الاسم العلمي: Cubozoa) أو قناديل البحر المكعبة (بالإنجليزية: Box jellyfish)‏ هي شعيبة من الحيوانات تتبع شعبة اللاسعات

## رتب
- الكريبديات يعد الحيوان الأكثر سمية علي وجه الأرض علي الإطلاق